# Demon Front
Demon Front est un jeu vidéo du type run and gun développé par la société taïwanaise IGS, sorti en arcade sur le système PGM en 2002.

## Système de jeu
Le gameplay est similaire au jeu Metal Slug. La principale différence avec celui-ci, outre l'univers qui cette fois-ci n'a plus rien de militaire contrairement à la série sus-citée, tient dans la jouabilité. En effet, il est ici possible de se protéger via un petit animal (pet en anglais) genre petit dragon, qui vous accompagne et vous protège lorsque vous lui en donnez l'ordre.

## Personnages
- Jake
  - Lieu de naissance : Earth
  - Âge : 25
  - Groupe sanguin : A
  - Taille: 178 cm
  - Poids: 72 kg
  - Nom de l'animal : Rage
  - Type d'attaque de l'animal : Attaque de moyenne distance et protection

- Sara
  - Lieu de naissance : Earth
  - Âge : 21
  - Groupe sanguin : O
  - Taille : 165 cm
  - Poids : 49 kg
  - Nom de l'animal : Bunny
  - Type d'attaque de l'animal : Suivi de longue distance

- Dr J
  - Lieu de naissance : Loukai
  - Âge : 38
  - Groupe sanguin : AB
  - Taille : 172 cm
  - Poids : 72 kg
  - Nom de l'animal : Chip
  - Type d'attaque de l'animal : Protection de proximité

- Maya
  - Lieu de naissance : Amdums
  - Âge : 19
  - Groupe sanguin : B
  - Taille : 180 cm
  - Poids : 81 kg
  - Nom de l'animal : Filp
  - Type d'attaque de l'animal : Suivi de moyenne distance